# محمدعلی خسروی
محمدعلی خسروی (۱۳۳۴ قم) نماینده معمم حوزه انتخابیه آذربایجان غربی (میاندوآب) در اولین دوره مجلس شورای اسلامی بود. او برای دستیابی به کرسی نمایندگی ۷۴٬۹۰۸ رای برابر با ۵۲ درصد آراء را کسب کرد.